# Vieux-Mareuil
Vieux-Mareuil är en kommun i departementet Dordogne i regionen Nouvelle-Aquitaine i sydvästra Frankrike. Kommunen ligger i kantonen Mareuil som tillhör arrondissementet Nontron. År 2018 hade Vieux-Mareuil 339 invånare.

## Befolkningsutveckling
Antalet invånare i kommunen Vieux-Mareuil
Referens:INSEE